# Bãi thử hạt nhân Punggye-ri
Địa điểm thử nghiệm hạt nhân Punggye-ri (tiếng Hàn: 풍계리 핵 실험장; Hanja: 豊溪里 核 實驗場; Hán-Việt: Phong Khê lý hạch thực nghiệm trường) là địa điểm thử nghiệm hạt nhân duy nhất của Bắc Triều Tiên và nằm ở huyện Kilju, tỉnh Bắc Hamgyong. Dựa trên hình ảnh vệ tinh hiện được biết, vị trí chính xác của nó là 41 ° 16'47.87 "B, 129 ° 5'10.51" Đ. Khu vực này là nơi tiến hành các vụ thử nghiệm hạt nhân của Bắc Triều Tiên vào các năm 2006, 2009, 2013, 2016 và 2017. 

## Địa lý
Địa điểm nằm ở địa hình núi cao 2 km (1,2 mi) phía nam của Mantapsan, cách khu trại tập trung Hwasong 2 km (1,2 dặm) về phía tây bắc của làng Punggye-ri và có ba lối vào đường hầm nhìn thấy được.
Địa điểm gần nhất của địa điểm thử nghiệm hạt nhân có thể là Chik-tong, một nơi có dân số nhỏ nằm ở 41 ° 16'00 "B 129 ° 06'00" Đ. Sungjibaegam là một khu định cư nằm 24 km (15 dặm) từ khu vực có địa chấn của thử nghiệm năm 2013. Nhà ga đường sắt Punggye-ri nằm ở 41.130833 ° B, 129.163611 ° Đ. Địa điểm thử nghiệm hạt nhân Punggye-ri có vị trí 41 ° 16'47.87 "B, 129 ° 5'10.51" Đ.

## Lịch sử
Vào tháng 1 năm 2013, Google Maps đã được cập nhật để bao gồm nhiều địa điểm khác nhau ở Bắc Triều Tiên. Vào ngày 8 tháng 4 năm 2013, Hàn Quốc đã quan sát hoạt động tại Punggye-ri, cho thấy rằng một bài kiểm tra ngầm lần thứ tư đã được chuẩn bị. Sau đó người ta tin rằng hoạt động đường hầm bắt đầu vào tháng Tư là một dự án dài hạn, và một cuộc thử hạt nhân sẽ không xảy ra sớm. Vào ngày 6 tháng 1 năm 2016, các phương tiện truyền thông nhà nước Bắc Triều Tiên tuyên bố họ đã thử thành công một quả bom hydro ở vị trí đó. Hình ảnh vệ tinh chụp từ vĩ tuyến 37 bắc từ tháng 1 đến tháng 4 năm 2017 cho thấy một cuộc thử nghiệm hạt nhân tiếp tục được chuẩn bị tại khu vực, mà họ thực hiện vào ngày 3 tháng 9 năm 2017.